# Os Mansos
Os Mansos é um filme brasileiro de 1973, dirigido por Braz Chediak, Pedro Carlos Rovai e Aurélio Teixeira e escrito por André José Adler ("A B... de Ouro"), Braz Chediak ("O Homem dos Quatro Chifres" e "O Homem, a Mulher e o Etc. Numa Noite de Loucuras"), Lauro César Muniz ("A B... de Ouro") e Aurélio Teixeira (segmentos "O Homem dos Quatro Chifres" e "O Homem, a Mulher e o Etc. Numa Noite de Loucuras").

## Sinopse
O filme reúne três histórias com conteúdo erótico: "O Homem dos Quatro Chifres", "A B... de Ouro" e "O Homem, a Mulher e o Etc. Numa Noite de Loucuras".

## Elenco
- Mário Benvenutti ... (segmento "A B... de Ouro")
- Sandra Bréa ... (segmento "A B... de Ouro")
- José Lewgoy ... (segmento "A B... de Ouro")
- Chantale Karine ... (segmento "A B... de Ouro")
- Pichin Plá	... (segmento "A B... de Ouro")
- Geraldo Renha ... (segmento "A B... de Ouro")
- Hélio Matos ... (segmento "A B... de Ouro")
- Zezé Macedo ... (segmento "A B... de Ouro")
- Antenor Siqueira ... (segmento "A B... de Ouro")
- Felipe Carone ... (segmento "O Homem dos Quatro Chifres")
- Ary Fontoura ... (segmento "O Homem dos Quatro Chifres")
- Eloísa Mafalda ... (segmento "O Homem dos Quatro Chifres")
- Mário Petraglia ... (segmento "O Homem dos Quatro Chifres")
- Paulo Coelho ... (segmento "O Homem dos Quatro Chifres")
- Sandra Silva ... (segmento "O Homem dos Quatro Chifres")
- Marza de Oliveira ... (segmento "O Homem dos Quatro Chifres")
- Oscar Cardona ... (segmento "O Homem dos Quatro Chifres")
- Roberto Damásio ... ("segmento "O Homem dos Quatro Chifres")
- Jotta Barroso ... ("segmento "O Homem dos Quatro Chifres")
- Iara Jati ... (segmento "O Homem dos Quatro Chifres")
- Talita ... Carla (segmento "O Homem dos Quatro Chifres")
- José Lauro	... (segmento "O Homem dos Quatro Chifres")
- Nidia de Paula ... (segmento "O Homem dos Quatro Chifres")
- Aurélio Teixeira ... (segmento "O Homem, a Mulher e o Etc. Numa Noite de Loucuras")
- Pepita Rodrigues ... (segmento "O Homem, a Mulher e o Etc. Numa Noite de Loucuras")
- Teobaldo ... (segmento "O Homem, a Mulher e o Etc. Numa Noite de Loucuras")
- Isabel Sílvia ...	(segmento "O Homem, a Mulher e o Etc. Numa Noite de Loucuras")
- Braz Chediak... (segmento "O Homem, a Mulher e o Etc. Numa Noite de Loucuras")
- Almir Look	... (segmento "O Homem, a Mulher e o Etc. Numa Noite de Loucuras")
- Karina ... (segmento "O Homem, a Mulher e o Etc. Numa Noite de Loucuras")